# Bica de queijo
La bica de queijo (Traducido literalmente del portugués: "Bolsa de queso") es un queso producido en Póvoa de Lanhoso en la región de Minho, al norte de Portugal. Cuando la cuajada está fresca se enrolla en una tela para escurrir el suero, lo que determinará su forma de bolsa.
Está elaborado a base de un 70% de leche de cabra, un 25% de leche de vaca y un 5% de leche de oveja. Tiene un suave sabor a mantequilla, textura satinada, y es algo salado, como casi todos los quesos portugueses, ya que los animales pastan en zonas próximas al mar. La pasta es uniforme, sin agujeros. Su corteza es rojiza, ya que se unta con pimentón y vino, y no es comestible. En la misma se notan las marcas de la tela con la que se envolvió la cuajada. Se deja madurar durante al menos cinco o seis semanas.
Se come fresco o curado, manteniendo su sabor pero cambiando de textura.